# Неф
Неф, или кора́бль (фр. nef, от лат. navis — корабль) — вытянутое помещение, часть интерьера (обычно в зданиях типа базилики), ограниченное с одной или с обеих продольных сторон рядом колонн или столбов, отделяющих его от соседних нефов.
Также нефом называют часть церкви западнее средокрестия, предназначенную для мирян, в отличие от хоров (пресвитерия) для клириков.

## Этимология
Слово «неф» происходит от латинского navis — «корабль». Предположительно, такое название должно было подчеркнуть значение основного пространства храма, поскольку корабль являлся одним из символов христианской церкви. Возможно, оно также отражает сходство этой части храма с перевёрнутым корпусом корабля.

## История
Деление интерьера на нефы рядом опор возникло в древнегреческих храмах. В древнеримской архитектуре из ряда параллельных нефов состояли интерьеры гражданских зданий — базилик.
Начиная с IV века тип базилики был заимствован для христианских храмов, и неф становится распространённым элементом христианской архитектуры. На нефы делится как внутреннее пространство храмов-базилик, получивших широкое распространение в Средние века в Западной Европе в католической традиции, так и интерьеры многих крестово-купольных храмов, появившихся и получивших широкое распространение в архитектуре восточных христианских стран и Византии. В отличие от алтаря, хоров и пресвитерия, предназначенных исключительно для духовенства и хора, неф — та часть храма, в которой можно было находиться мирянам.
В раннехристианских храмах могло быть 3 или 5 нефов (как правило, нечётное число), центральный неф был всегда шире и выше. В верхней части его стен делались освещающие интерьер окна. Нефы перекрывались плоским деревянным потолком.
В Средние века нефы романских и готических соборов стали перекрываться каменными сводами. Средний неф делался, как правило, выше, но существовали церкви с нефами одинакового размера. Их интерьеры называются зальными, такие здания не являются базиликами в строгом смысле слова, но также состоят из ряда нефов.
Деление интерьера на нефы сохранилось как распространённый прием и в эпохи Возрождения, барокко и классицизма.

## Архитектурные решения
Кроме продольных, нефы бывают поперечные — т. н. трансепты. В раннехристианских базиликах трансепт заканчивал здание со стороны алтаря. Позднее в базиликах трансепт переместился ближе к середине здания, образовав с центральным нефом крест. Средокрестие таких храмов может увенчиваться башней или куполом.
В крестово-купольных храмах продольные и поперечные нефы могут быть одинаковой длины, образуя равноконечный крест. В некоторых центричных храмах нефы могут становиться слабо выраженными, что не всегда позволяет употреблять этот термин для описания интерьера крестово-купольного храма.
Как и в древнеримской архитектуре, нефы могут использоваться и в светских сооружениях: например, в виде трёхнефного зала решено помещение библиотеки монастыря Сан-Марко во Флоренции (1431—1441). Многие подземные станции Московского метрополитена устроены как трёхнефные залы, иногда с выделенным центральным нефом.

## Галерея
- Неф романской церкви Сен-Савен-сюр-Гартамп зального типа, перекрытый сводом
- Неф средневекового готического собора с нервюрными сводами
- Базилика Санта Мария Маджоре в Риме. V век с более поздней отделкой. Хорошо видна разница в ширине и высоте между центральным и боковым нефами.
- Центральный неф базилики Сан-Паоло-фуори-ле-Мура